# КК Колубара ЛА 2003
Кошаркашки клуб Колубара Лазаревац 2003, познат и као КК Колубара ЛА 2003 је кошаркашки клуб из Лазаревца.

## Опште информације
Клуб је основан 1970. године под називом КК Колубара и деловао је под тим именом до 2003. године, када је променио име у КК Колубара ЛА, а добио је име по реци Колубари.
Тренутно се такмичи у другој мушкој лиги Србије.

## Тренери
- Бошко Ђокић
- Маријан Нововић (1988–1989)
- Драган Вељковић (1990–1993)
- Рајко Маравић (1994–1995)
- Дејан Срзић (1997–1998)
- Срђан Јерковић (2007–2009)
- Жарко Симић (2012–2015)
- Срђан Јерковић (2015–2016)
- Жарко Симић (2016–2019)
- Душан Радовић (2019–2020)
- Марко Димитријевић (2020–2021)
- Дарко Костић (2022)
- Ђорђе Петровић (2022–2024)
- Небојша Вагић (2022–2024)

## Трофеји и награде
- Друга лига Србије у кошарци: победници 2018/19.
- Прва регионална лига Србије у кошарци: победници 2012/13., 2015/16.